# Corsochelys haliniches
La corsochelide (Corsochelys haliniches) è una tartaruga marina estinta, vissuta nel Cretaceo superiore (Campaniano, circa 80 milioni di anni fa) e i suoi resti fossili sono stati ritrovati in Nordamerica.

## Descrizione
Questo animale doveva essere piuttosto simile all'odierna tartaruga liuto (Dermochelys coriacea), anche se di dimensioni inferiori e con una minima riduzione della corazza. Corsochelys, infatti, mostrava una scarsa riduzione delle piaste marginali del carapace, una caratteristica primitiva condivisa con altre tartarughe marine del Cretaceo appartenenti ad altri gruppi, come Santanachelys e Toxochelys. Come queste ultime, anche Corsochelys potrebbe aver avuto ghiandole lacrimali secernenti sale. Questo animale, come l'attuale Dermochelys e l'estinta Archelon, possedeva canali che penetravano la piastra subfiseale dall'osso fino alla cartilagine; ciò significa che Corsochelys poteva raggiungere una grande taglia velocemente grazie a una crescita scheletrica rapida, così come la tartaruga liuto attuale.

## Classificazione
Corsochelys haliniches è nota grazie ad alcuni fossili ritrovati nella Mooreville Chalk Formation dell'Alabama, risalente al Campaniano inferiore. Corsochelys rappresenta la più antica dermochelide e il più antico chelonioide. Fossili di animali simili sono stati ritrovati in New Jersey e in Marocco in strati più recenti (Maastrichtiano). La forma africana, Ocepechelon, era dotata di straordinarie specializzazioni nell'apparato boccale.